# 饒叔光
饶叔光，字竹荪，湖北武昌县人，清末官员，书法家。
光緒二十四年（1898年）戊戌科殿试位列二甲第117名，赐进士出身，同年五月，改翰林院庶吉士。光緒二十九年四月，散館，著以部属用，官至礼部员外郎。